# 馬拉塔穆斯林
馬拉塔穆斯林，是指生活在印度馬哈拉施特拉邦的馬拉地人穆斯林。
他們以馬拉塔語為母語，在文化傳統上和其他印度的穆斯林稍有不同。他們在經營工業和中小企方面表現突出，多數人在1947年巴基斯坦獨立後移民並在信德省和卡拉奇定居。
根據印度2001年人口普查，10,270,485個馬拉塔穆斯林生活在馬哈拉施特拉邦，佔該邦人口10.6%馬拉塔穆斯林多屬伊斯蘭教中的蘇非派，拜訪蘇非聖徒陵寢是他們的重要活動。